# Tundra di montagna trans-baikalica
La tundra di montagna trans-baikalica è un'ecoregione dell'ecozona paleartica definita dal WWF (codice ecoregione: PA1112) che si estende in Russia nei pressi di alcune catene montuose situate a nord del lago Bajkal e presso la fascia di costa occidentale del mare di Ochotsk.
Le specie vegetali presenti al di sopra del piano sub-montano sono quelle della tundra di montagna, le quali si alternano al permafrost permanente, a muschi e licheni e, infine, alla nuda roccia. Poiché l'ecoregione si estende lungo una latitudine comune, funge da rotta migratoria per alcuni animali che popolano la Siberia. La tundra di montagna trans-baikalica ricopre un'area vasta 217.559 km².

## Posizione e descrizione
L'ecoregione si estende per circa 1.800 km sui 975 metri sul livello del mare in linea parallela da ovest a est. Le catene montuose in questione risultano quelle che vanno dal lago Bajkal al mare di Ochotsk, situate approssimativamente lungo i 56 gradi di latitudine nord: gran parte del clima della tundra è dovuto alla zonizzazione dell'altitudine. Le catene principali risultano i monti Stanovoj e i monti Džugdžur, quest'ultimi localizzati nell'estremo oriente russo e amministrativamente compresi nel Territorio di Chabarovsk. La cima più alta raggiunge i 2.700 metri.

## Clima
La regione presenta un clima subartico secondo la classificazione di Köppen: ciò significa che le variazioni di temperatura risultano elevate, sia quelle giornaliere che stagionali; gli inverni sono lunghi e freddi, le estati brevi e fresche e la media mensile non supera mai i 22 °C. Le precipitazioni si mantengono su bassi livelli durante tutto l'anno con una media di circa 121 mm nell'arco dei dodici mesi. La temperatura media al centro dell'ecoregione in gennaio è di -31,5 °C e di 15,8 °C a luglio. I cambiamenti climatici hanno causato un innalzamento delle temperature di 1,5 gradi.

## Flora e fauna
In generale, le vette più elevate non presentano vegetazione. È solo in quote più basse che muschi e licheni crescono sul terreno irregolare e sul permafrost. Al di sotto dei 1.100 metri è possibile ammirare le foreste d'alta quota: i pendii vengono ricoperti da larici (Larix), abeti rossi (Picea abies) e boschetti di cedri (Cedrus), mentre al livello più basso si sviluppano foreste intrazonali tipiche delle pianure alluvionali.
Alcuni degli animali che popolano l'ecoregione sono rintracciabili anche nella vicina taiga di Okhotsk e Manciuria. In particolare, possono essere citati l'orso bruno (Ursus arctos), l'ermellino (Mustela erminea), lo zibellino (Martes zibellina), la lepre comune (Lepus europaeus), la marmotta (Marmota), l'alce (Alces alces), il mosco siberiano (Moschus moschiferus), lo scoiattolo comune (Sciurus vulgaris), il pica siberiano (Ochotona hyperborea) e il ghiottone (Gulo gulo). Per quanto concerne l'ornitologia locale, nelle quote superiori è possibile ammirare specie quali la pernice bianca nordica (Lagopus lagopus), la gazza comune (Pica pica), l'aquila reale (Aquila chrysaetos), la ghiandaia siberiana (Perisoreus infaustus) e il sordone (Prunella collaris).

## Conservazione

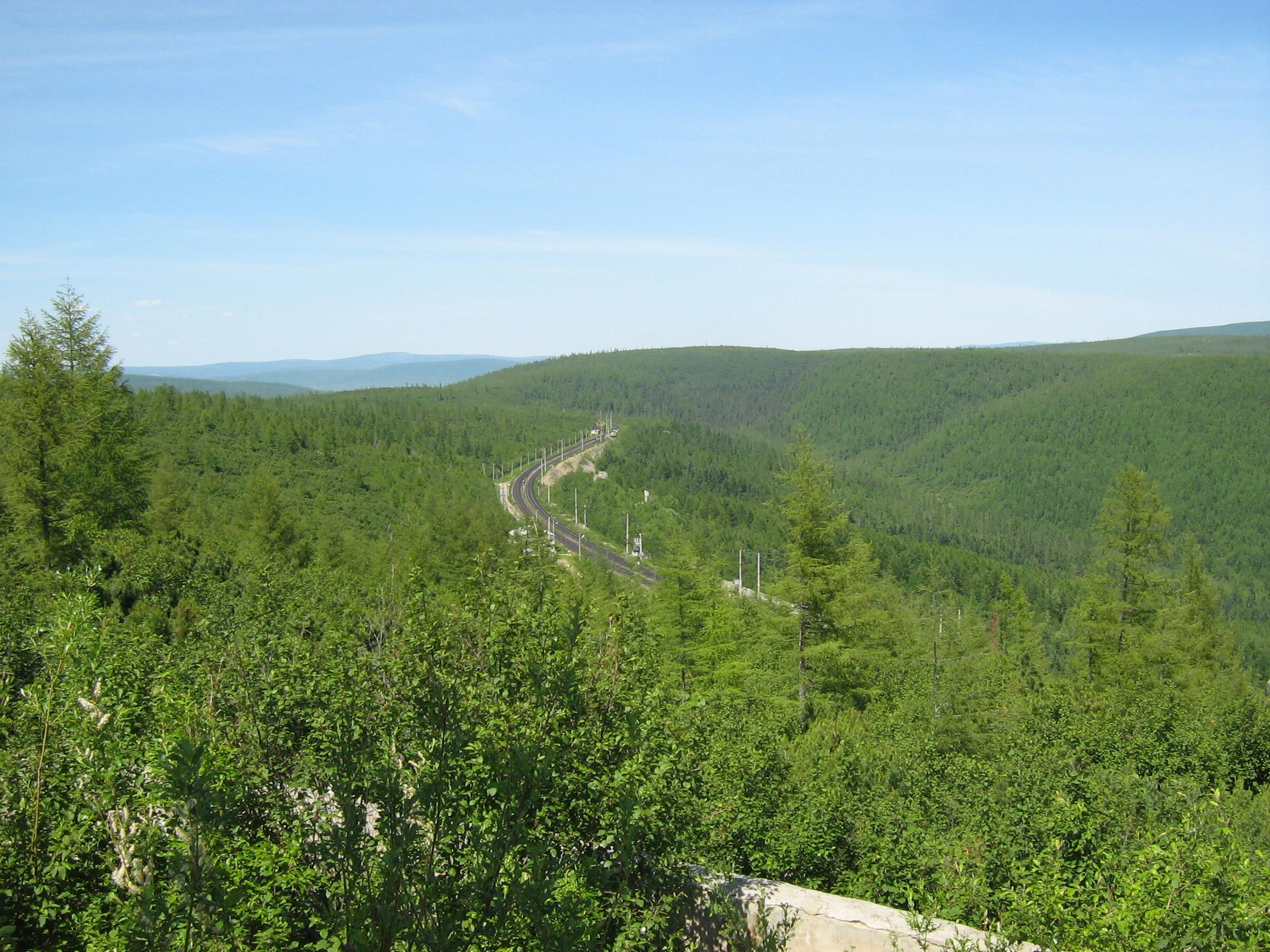
Panorama nei pressi dei monti Stanovoj

Esistono alcune importanti aree protette a livello nazionale che interessano questa ecoregione:
- Riserva naturale di Vitim: a nord-est del lago Bajkal, nei pressi dei monti Kodar;
- Riserva naturale di Bureja: a nord dei monti omonimi, con alte vette e laghi che alimentano il fiume Amur nelle prime centinaia di chilometri del suo percorso;
- Riserva naturale di Džugdžur: localizzata all'estremità orientale dell'ecoregione, si estende fino alla taiga siberiana orientale.